# Alliance pour la liberté des travailleurs
L'Alliance pour la liberté des travailleurs (ou Alliance for Workers' Liberty en anglais, abrégé en AWL ou plus simplement Workers' Liberty) est un parti politique britannique d'extrême gauche. Le parti a été fondé en 1966 par Sean Matgamna, qui est toujours membre de la direction de l'AWL. 
Politiquement, l'AWL s'inspire du trotskisme dit de « troisième camp », qui rejette aussi bien les États-Unis, que l'Union soviétique, par opposition au trotskisme « orthodoxe » qui considère que l'URSS est un « État ouvrier dégénéré ». Elle est proche du Parti communiste-ouvrier d’Irak avec lequel l'AWL travaille parfois, malgré des divergences. 
L'AWL est à l'origine de Iraq Union Solidarity, de No Sweat et milite, comme bon nombre de groupes de l'extrême-gauche britannique, dans le Parti travailliste.
L'AWL n'est plus enregistrée comme parti politique depuis 2015, ayant intégré le Parti travailliste, dont elle est devenue une tendance.
En France, l'AWL est lié avec Débat militant, Groupe Liaisons (groupe de militants français issus du trotskysme et militant au sein de la gauche, de 2005 à 2007), Convergences révolutionnaires et la revue Ni patries, ni frontières.